# Ченихи, Ибрахим
Ибрахим Ченихи (фр. Ibrahim Chenihi; 24 января 1990, М’Сила, Алжир) — алжирский футболист, играющий на позиции полузащитника, игрок клуба «Аль-Айн».

## Карьера
Родился в городе М’Сила в 1990 году. Заниматься футболом Софьян начал в клубе «М’Сила» из одноимённого города. 1 июля 2011 года покинул команду и перешёл в «Эль-Эульма» за неназванную сумму. Проведя в клубе четыре года, полузащитник совершил трансфер в тунисский клуб «Клуб Африкэн», ставший первой заграничной командой в карьере игрока. Следующим клубом игрока стал «Аль-Фатех» из Саудовской Аравии.